# João (emissário)
João (em grego: Ιωάννης; romaniz.: Ioánnis em latim: Ioannes) foi um oficial bizantino ativo durante as revoltas berberes da Prefeitura pretoriana da África em meados do século VI. Era nativo da África e filho de certo Estêvão. Dotado com excepcionais presentes, foi enviado em 548 pelo governador João Troglita para reconciliar os aliados mouros dos bizantinos, Cusina e Ifisdaias, que pouco antes entraram em conflito, ameaçando a expedição militar em curso.